# زیلکه کراوزهار-پیلاخ
زیلکه کراوزهار-پیلاخ (انگلیسی: Silke Kraushaar-Pielach؛ زادهٔ ۱۰ اکتبر ۱۹۷۰) لژسوار اهل آلمان بود.
وی در مسابقات کشوری و بین‌المللی در مجموع برندهٔ ۱۷ مدال طلا، ۱۴ مدال نقره، ۳ مدال برنز شده‌است.